# Krzysztof Maj
Krzysztof Maj (ur. 14 grudnia 1976 w Kłodzku) – polski menedżer i samorządowiec. W latach 2021–2024 członek Zarządu Województwa Dolnośląskiego. Wcześniej dyrektor Strefy Kultury Wrocław oraz dyrektor generalny Europejskiej Stolicy Kultury 2016 w latach 2012–2017.

## Życiorys

### Wykształcenie
Jest absolwentem studiów na Wydziale Elektroniki Politechniki Wrocławskiej, studiów podyplomowych Executive MBA na Wydziale Informatyki i Zarządzania tej uczelni oraz Central Connecticut State University (USA). Odbył liczne kursy i szkolenia, m.in. z zakresu działalności organizacji pozarządowych oraz zarządzania zasobami ludzkimi. W 2014 ukończył także studia podyplomowe Akademii Liderów Kultury na Uniwersytecie Ekonomicznym w Krakowie z zakresu psychologii zarządzania w kulturze.

### Aktywność uniwersytecka
W 1997 uczestniczył w reaktywacji NZS Politechniki Wrocławskiej. Tam w latach 1997–2000 pełnił funkcję przewodniczącego komisji uczelnianej. Od 1998 do 2002 członek zarządu samorządu studenckiego Politechniki Wrocławskiej, zaś w latach 2002–2003 wiceprzewodniczący Parlamentu Studentów RP.

### Działalność zawodowa
Karierę zawodową rozpoczął jako kierownik szkoły językowej Fundacji Manus. Następnie przez 4 lata był dyrektorem ds. finansowych w Stowarzyszeniu Planeta Młodych. W strukturach samorządowych działa od 2007, kiedy to objął stanowisko rzecznika prasowego Urzędu Miejskiego w Lubinie. W wyborach w 2010 wybrany do rady powiatu lubińskiego. W latach 2010–2012 piastował funkcję wicestarosty powiatu lubińskiego, odpowiedzialnego za sprawy społeczne. Współtworzył struktury Ruchu Bezpartyjnych Samorządowców (wcześniej: Obywatele do Senatu), w 2010 pełniąc rolę pełnomocnika wyborczego.
W 2012 został dyrektorem generalnym Biura Festiwalowego Impart 2016, koordynując największy kulturalny projekt w Polsce - Europejską Stolicę Kultury Wrocław 2016, obejmującą 2 tysiące wydarzeń kulturalnych, w których wzięło udział łącznie 5,2 mln uczestników. Od 2018, przez ponad trzy lata, był Dyrektorem Generalnym Strefy Kultury Wrocław.
Przez wiele lat był szefem organizacyjnym festiwalu Jazz nad Odrą. Wspólnie z Leszkiem Możdżerem zmienił format wydarzenia. Festiwal trafił na pierwsze miejsce rankingu Jazz Forum. Jest jednym z inicjatorów międzynarodowego festiwalu filmowego Offensiva i Euro Art Meeting.
Od listopada 2021 do 2024 pełnił w ramach koalicji Bezpartyjnych Samorządowców z PiS, funkcję Członka Zarządu Województwa Dolnośląskiego, gdzie odpowiadał za rozwój kultury, turystyki i aglomeracji oraz promocję województwa. W wyborach parlamentarnych w 2023 z listy Bezpartyjnych Samorządowców ubiegał się o mandat posła z okręgu wrocławskiego. Komitet BS nie przekroczył progu wyborczego. W wyborach samorządowych w 2024 bez powodzenia ubiegał się o mandat radnego dolnośląskiego sejmiku.